# Wabi-Sabi

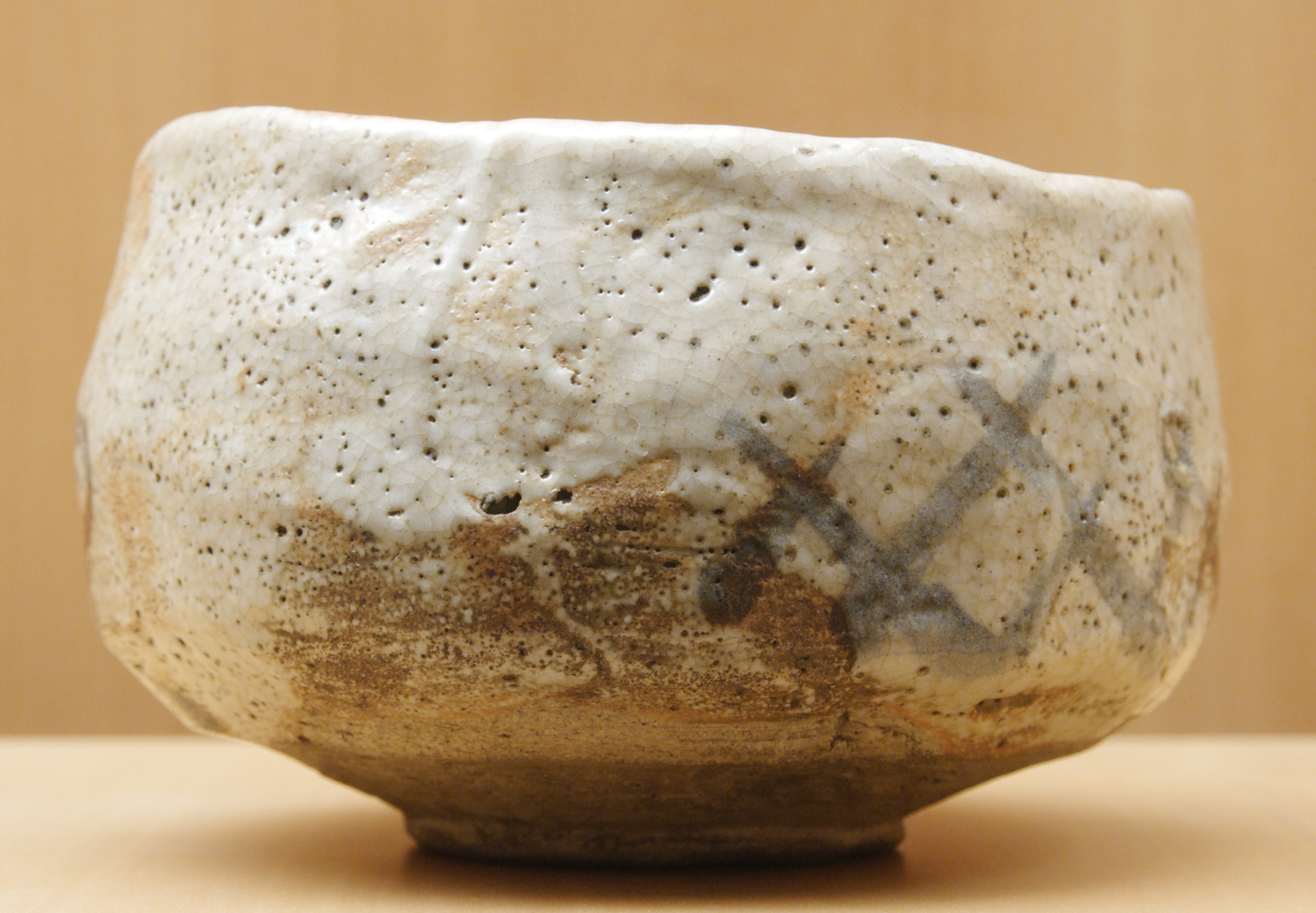
Japanische Teeschale (茶碗, Chawan): Die asymmetrische Struktur und raue Gestalt der Schale werden ergänzt durch die langsame Verfärbung der Glasur, wie sie der Gebrauch mit sich bringt.

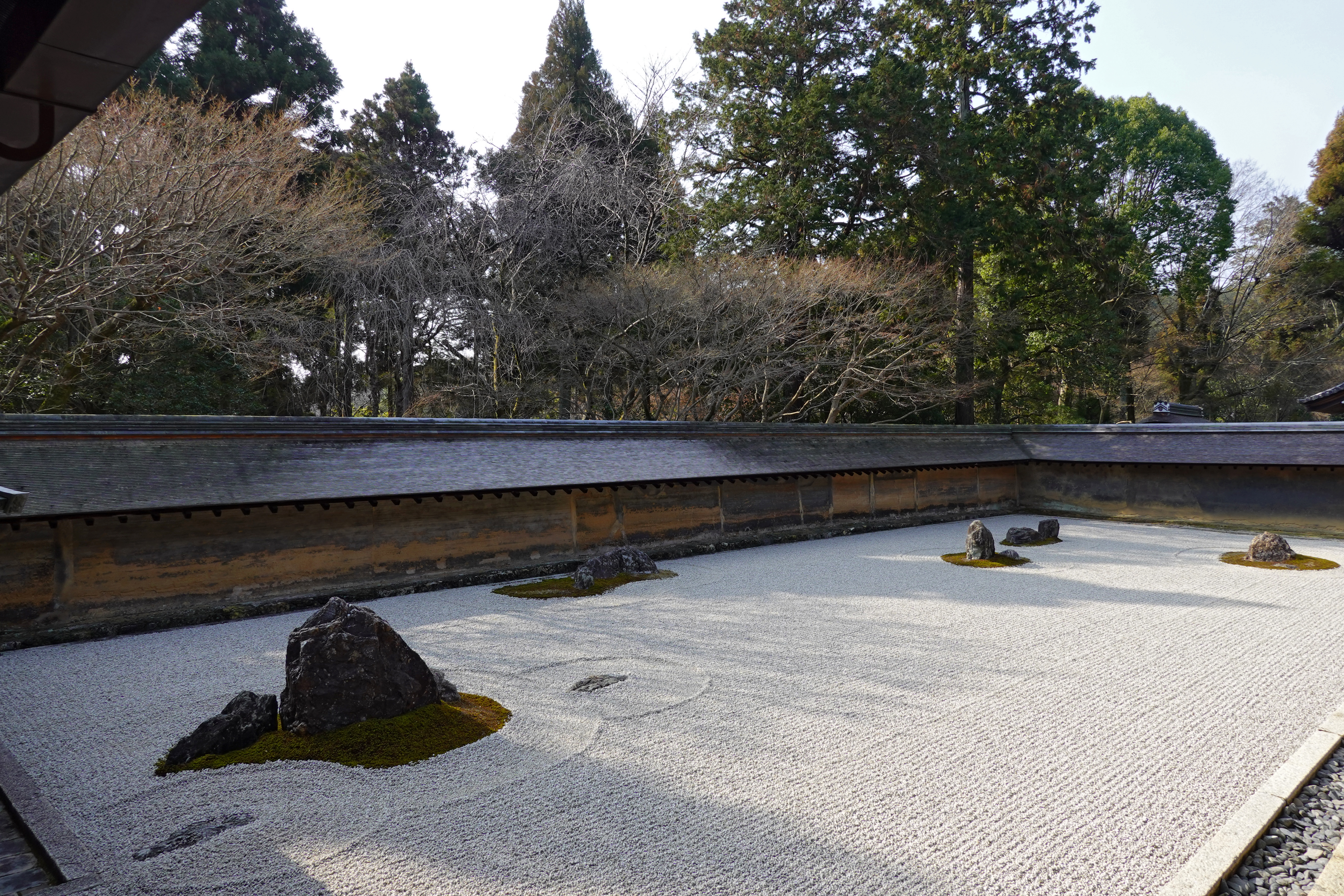
Zengarten im Ryōan-ji, Kyōto

 Wabi-Sabi  (jap. 侘寂) ist ein japanisches ästhetisches Konzept (Konzept der Wahrnehmung von Schönheit). Eng mit dem Zen-Buddhismus verbunden, ist es eine Entsprechung zur ersten der buddhistischen Vier Edlen Wahrheiten, Dukkha.
Das schwer zu übersetzende Wabi-Sabi (侘寂) bezeichnet eine Ästhetik des Unperfekten, das sich durch Asymmetrie, Rauheit, Unregelmäßigkeit, Einfachheit und Sparsamkeit auszeichnet. Anspruchslosigkeit und Bescheidenheit beweisen Achtung vor der Eigenheit der Dinge. Im Vergleich mit der abendländischen Tradition nimmt es einen ähnlich hohen Stellenwert ein wie das westliche Konzept des Schönen.

## Bedeutung
Ursprünglich bedeutet Wabi sich elend, einsam und verloren zu fühlen. Dies wandelte sich zur Freude an der Herbheit des Einsam-Stillen. Aber erst in der Verbindung mit Sabi, alt sein, Patina zeigen, über Reife verfügen, entstand die eigentlich nicht übersetzbare Begriffseinheit, die den Maßstab der japanischen Kunstbewertung bildet. Nicht die offenkundige Schönheit ist das Höchste, sondern die verhüllte, nicht der unmittelbare Glanz der Sonne, sondern der gebrochene des Mondes. Der bemooste Fels, das grasbewachsene Strohdach, die knorrige Kiefer, der leicht berostete Teekessel, das und Ähnliches sind die Symbole dieses Schönheitsideals. Es geht um die Hoheit, die sich in der Hülle des Unscheinbaren verbirgt, die herbe Schlichtheit, die dem Verstehenden doch alle Reize des Schönen offenbaren (Wilhelm Gundert).
In den Wäldern drüben,

tief unter der Last des Schnees,

ist letzte Nacht

ein Pflaumenzweig erblüht.
In diesem berühmten Vers liest der Verständige das Sabi und Wabi.

## Geschichte
Der Begriff Wabi-Sabi wurde im 16. Jahrhundert von dem japanischen Tee-Meister und Zen-Mönch Sen no Rikyū eingeführt. Die entsprechende Denkweise war aber bereits im ganzen japanischen Mittelalter (also ungefähr ab dem 12. Jahrhundert) weit verbreitet. Auch im japanischen Altertum (7. bis 11. Jahrhundert) finden sich bereits einige Ansätze in dieser Richtung, die aber neben anderen Idealen zurückstehen mussten.

## Wabi-Sabi in der japanischen Kunst

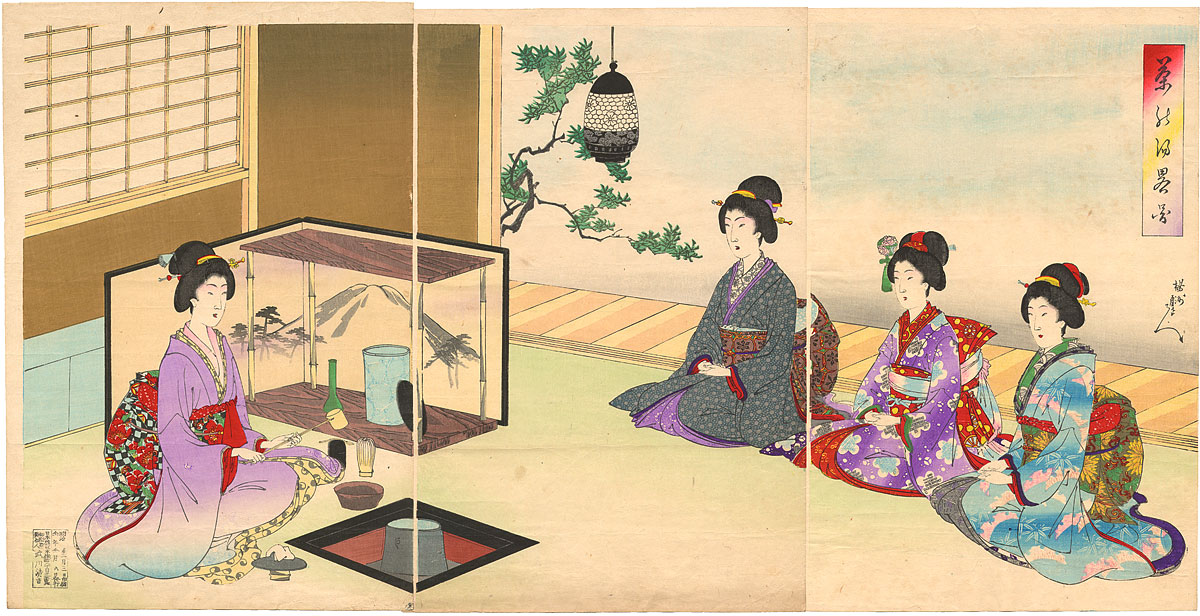
Japanische Teezeremonie

Viele japanische Kunstrichtungen in den letzten 1000 Jahren wurden von Zen beeinflusst, insbesondere von der Akzeptanz und Kontemplation der Unvollkommenheit, des ständigen Flusses und der Impermanenz aller Dinge. Solche Künste können die Ästhetik des Wabi-Sabi exemplarisch zeigen. Dazu zählen beispielsweise:
- Japanische Gärten
- Bonsai
- Ikebana
- Japanische Teezeremonie
- Japanische Poesie, besonders Haiku
- Japanische Keramik, u. a. Kintsugi und Hagi-Keramik (Hagi-yaki)
- Honkyoku (traditionelle Shakuhachi-Musik der wandernden Zenmönche)

## Zitate
Nach Leonard Koren ist Wabi-Sabi das auffälligste und charakteristischste Merkmal der traditionellen japanischen Schönheit. Es „nimmt etwa die gleiche Position im Pantheon der japanischen ästhetischen Werte ein, wie die Ideale des antiken Griechenlands von Schönheit und Perfektion dies im Westen tun.“ Andrew Juniper erklärt: „Wenn ein Objekt oder ein Ausdruck in uns ein Gefühl der tiefen Melancholie und eines spirituellen Sehnens hervorruft, dann kann man sagen, dieses Objekt sei Wabi-Sabi.“ Richard R. Powell fasst Wabi-Sabi so zusammen: „Es nährt alles, was authentisch ist, da es drei einfache Wahrheiten anerkennt: nichts bleibt, nichts ist abgeschlossen und nichts ist perfekt.“
„Beschränke alles auf das Wesentliche, aber entferne nicht die Poesie. Halte die Dinge sauber und unbelastet, aber lasse sie nicht steril werden.“